# ファイターズDEナイト!
ファイターズDEナイト!!（ファイターズデナイト）は、HBCラジオの番組。2006年4月4日開始。略称「デナイト」、活字では「FDN」と称されることもある。本項では、「ナイター直前!ファイターズDEナイト!!」、2010年度まで放送されていた「サタデー ファイターズDEナイト!!」と、2011年から土曜日・日曜日デーゲーム開催日に「サタデー・サンデーファイターズ」を内包する「Bravo!ファイターズR」についても述べる。

## 番組概要
同局のプロ野球中継「HBCファイターズナイター」の前後で放送される、北海道日本ハムファイターズの情報を中心とした番組。2007年4月からは土曜版「サタデー ファイターズDEナイト!」が、シーズン中のみ放送。2007年10月からは、プロ野球未実施（ナイターオフ）期も放送の通年番組となった。ラテ兼営局の利点を生かし、選手・監督への取材音声や実況音声は相互利用で活用されており、テレビ向けには時間都合で割愛された部分も、当番組で放送される場合がある。また、番組の放送以外にも、同局の携帯公式サイトで、放送では取り上げられなかったメールを紹介する他、日本ハムの春季沖縄キャンプ実施地へ出演者と赴く旅行ツアー（2008年 - ）や、有料入場での公開生放送も実施している（2008年、2009年）。

立ち上げにあたっては、同じJRN系列で長年パ・リーグチームの応援放送を行ってきたRKB毎日放送（RKBラジオ）『歌の応援団』→『花の応援団』を参考にした。また同じHBCラジオで日曜夕方に放送されている『ベストテンほっかいどう』が1990年代にこの時間帯の夜ワイド番組だった時代も参考にされていて、平日にファイターズの試合がない日はHBCラジオのローカル夜ワイドとしても機能する。
日本ハムファンに限らず、いわゆる夜帯ラジオの主要ターゲットである学生からの支持も集めており、単なる野球情報番組でないポイントとなっている。番組6年目に入る2011年4月4日より、月 - 金曜日の帯番組に移行。併せて、シーズン中の土曜日版は「Bravo!ファイターズR」に引き継がれ、日曜日とともに放送されることになった。

## 聴取率
2006年夏季、2007年冬季 - 2014年冬季（11期連続）の札幌地区ラジオ合同聴取率調査に於いて、21時台の同時間帯聴取率（12歳 - 69歳の男女）ナンバー1を獲得。2012年調査では2.0%と他局に2倍以上の差をつけ圧倒的1位となった。2016 - 2019年調査でも1位となった。

## ナイターイン編成

### 放送時間
以下は試合がある日の放送時刻で、聴取率調査週間などにおいて試合がない日にはHBCファイターズナイター（土・日曜「HBCサタデー（サンデー）ファイターズ」）の枠も含めて、4時間をいっぱいに使ったスペシャル番組も放送していた。TBSラジオのプロ野球中継撤退で「プロ野球ネットワーク」「プロ野球東西南北」が廃止されたことに伴い、2018年から2020年までの間、中継試合が無い平日は本番組のスペシャル版の放送が基本となった。
なお、2021年度の中継試合が無い平日は、本番組のスペシャル版ではなく「スポーツ＆ミュージックスタジアム「フルカウント!」」が充てられるようになったが、2022年度以降は、本番組のスペシャル版、「フルカウント!」、「Music Delivery BAN BAN RADIO!」のスペシャル版の3番組のうち、いずれか1つを編成している（中継予定試合が予備も含めて中止時は本番組を放送）。

#### 月 - 金曜
平日は基本的にファイターズナイターを事実上フロート番組にした形の二部構成である。
＜ナイター直前! ファイターズDEナイト!!＞毎週火 - 金曜日 17:47:10 - 17:57
- 2020年までは、ポッカサッポロフード&ビバレッジの冠スポンサー番組「ポッカサッポロ飲んでるカ～ン!! こずゑのナイター直前! ファイターズDEナイト!!」として放送していた。番組の最後に同社が販売するポッカコーヒーファイターズ缶を斉藤が開ける演出があった（SEではなく毎回現物を開けていた）。
- ファイターズがデーゲームの場合は、当番組は休止（通常16時台の番組を時間変更して放送）。月曜ナイター実施の場合は、当番組の放送もあり。
- 中継試合が無く『プロ野球ネットワーク』または『プロ野球東西南北』（共にTBSラジオ発）をネット受けする日は、18:03までファイターズ情報を伝えていた（2017年まで）。

＜ファイターズDEナイト!＞毎週月 - 金曜日 21:00 - 22:00（デーゲーム開催の場合、16:00 - 17:00／21:00 - 22:00）
- ナイター中継が延長した場合の対応については、以下の通り
  - 試合が早終了（ナイター中継枠の21:00まで）…試合終了後切りのいいところで斉藤が引き取り、中継本編の本来の終了時間（20:56）までスタジオで繋いで、ナイター後提供読み＋21時時報を挟んで再開。実質的な繰り上げスタートとなる。
  - 21時 - 22時に試合が終了…（2022年3月まで）本編終了後に一旦ナイター後提供読みをはさんで、斉藤が登場し22時まで放送。但し、中継本編が21:56:05終了の場合は後提供読みからそのままTBSネットに切り替わるため、案内すらなしで休止。
（2022年4月から）21時40分以前にヒーローインタビューまで終了した場合、切りのいいところで斉藤が引き取り、本編の後提供読みをした上で当番組に切り替わって22時まで放送。それ以降の場合、本編を10分刻みで延長し、本編終了後本番組を20分間放送して『レコメン!』（文化放送発）に飛び乗る。
  - 22時 - 23時に試合が終了…（2021年3月まで）中継本編終了後直ちにJRNネットの報道番組（『アクセス』→『Dig』→『Session-22』→『アシタノカレッジ』）へ飛び乗るため、休止[1]。ただし2017年シーズンまではファイターズ戦が延長し、かつJRN全国ネットのナイター他カードも延長になって『Session-22』の開始も遅れていた場合、『Session-22』開始までの間、放送する場合があった。また、ファイターズ戦がなく、JRNナイターをネット受けしていた場合は、TBSと同時スタートで『Session-22』に直結。TBSラジオのプロ野球放送撤退に伴い『Session-22』が22時スタートに固定された2018年シーズン以降も日本ハムにとって重要な試合が延びた場合は試合終了後、『Session-22』『アシタノカレッジ』の直近のCM明けに飛び乗るまでの10分程度、斉藤が引き取って放送することがあった[2]。
（2021年3月から2022年3月まで）本番組を20分間放送した後、自社制作の生放送番組「Fledge!!」を遅れて開始。
（2022年4月から）本番組を20分間放送した後『レコメン!』に飛び乗る。
  - 23時以降に試合が終了…（2022年3月まで）『Session-22』→『アシタノカレッジ』を臨時非ネットとした上で、23:30まで放送するのを基本とする。
（2022年4月から）本番組を20分間放送した後『レコメン!』に飛び乗る。なお試合終了時間によっては24:00までとすることや、過去には24:00スタートだった時代の『レコメン!』を全編飛ばして25:00まで放送した例もある[3][4]。
- 月曜日にナイターで試合がある場合、2006年までは同時間帯の通常番組『ウィークデーナイトは遊ばないと!』が優先され放送がなく、同番組に22時までのクッション機能も持たせていたが、同番組の終了に伴い2007年シーズンからは月曜日も試合がある場合のみ放送するように変更。その後の聴取率好調（前述）を受けて2011年4月からは試合の有無に関係なく月曜日も放送されることになった。
- デーゲーム開催の場合は、16:00 - 17:00で試合後の放送を行い、JRNナイターのメインカードを試合終了まで中継した後に、再度22:00まで放送がある（JRNナイターの延長対応は上記と同じ）。
- レギュラーシーズン終了後は、同じ曜日でポストシーズンのファイターズの試合がない日は、21:00 - 22:00に放送、試合がある日はレギュラーシーズン中と同じ時間に放送となる。
- 2020年はプロ野球のレギュラーシーズンが11月まで行われる影響もあり、『ココロのオンガク 〜music for you〜』（文化放送発）を例年通りネット受けする関係で9月28日（月曜日） - 11月9日（月曜日）[5]までは21:45までの放送となる。

#### 土・日版「Bravo!ファイターズR」
2010年までの「サタデー・サンデーファイターズDEナイト」の機能を移行した番組で原則としてデーゲームの開催日に限り放送される。球場からの中継パート前後にファイターズ戦の試合レポートを初め、プロ野球・スポーツニュースと軽音楽、交通情報を送る。
2015年からは放送していない。2015年以降は土日のレギュラー番組をデーゲームの開始時間に合わせて変動させる方式となるが、試合中継中のメール受付のアドレスは「Bravo!ファイターズR」のものを継続使用している。
2017年度の日曜日は「サンデーファイターズ」が13:30スタートとなるが、14:00試合開始の場合はプレイボール直前まで渕上がスタジオから進行を担当し、実質「Bravo!ファイターズR」の復活となる。
また、土・日のファイターズ戦が、ナイトゲームで行われた場合、試合後に放送するときがある。
- スタジオパートの基本放送時間　
  - 土曜日　21:00 - 21:30（ナイトゲームの場合）
  - 日曜日　13:30 - 13:50（14時開始の場合）

但し、デーゲームの開始時間によっては部分的な休止、あるいは時間変更があり、その場合HBCラジオファイターズ戦ホームページに掲載される。

### 以前のナイターイン編成

#### 土曜
＜サタデー ファイターズDEナイト!!＞デーゲームのある土曜 13:00 - 13:50（第1部）、17:00 - 17:45（第2部）／ナイターのある土曜 17:00 - 17:45（第1部）、試合終了後 - 21:30（第2部）
- デーゲームで13時試合開始の場合は、第1部（試合開始前）は放送せず、第2部（16:00／試合終了後から）のみの放送。14時試合開始の場合は、試合開始前の第1部、試合終了後の第2部を共に放送。
- ナイター開催で、その日の中継カードがJRN全国ネット中継に昇格の場合は、中継番組の開始時刻が繰り下がるため、「ウィークエンドネットワーク」を挟んで、17:49 - 17:56まで、再び放送を行う。
- デーゲームで試合中継が17:45を過ぎた場合、ナイターで試合中継が21:30を超えた場合は、いずれも休止。休止の際も状況に応じて、斉藤が中継終了後に5分ほど登場し、試合をフォローする場合がある（中継内に監督談話などが間に合わなかった場合など）。

#### 日曜
＜ナイター直前! ファイターズDEナイト!!＞ナイター中継のある日曜日 試合開始30分前 - 10分前

＜ファイターズDEナイト!!＞ナイター中継のある日曜日 試合終了後 - 21:00（22:00）
- 日曜デーゲーム中継の場合は、当番組の放送は無く、「ガンちゃんの世界一面白いプロ野球の番組」「にちようサウンドボックス」が、試合前後に放送される。ただし、日曜ナイター実施の場合は、試合開始30分前から直前情報、他球場のデーゲーム情報を中心に放送する。
- 日曜ナイターが17時試合開始の場合は、試合終了後、21:00まで放送。18時試合開始の場合は、試合終了後、22:00まで放送。

### 出演者
- 斉藤こずゑ（HBC本社 ラジオ第3スタジオAから　平日）
- 加藤雅章（HBCアナウンサー、同上　土曜日（かつては日曜日も））
- 渕上紘行（HBCアナウンサー、同上　日曜日）
- 伊藤幸男（スポーツニッポン新聞社 北海道支社編集部部長、月曜レギュラー。2009年6月13日から、2010年までは土曜第1部レギュラー）
- その他、HBC自社制作またはJRN局のファイターズ応援実況の中継の場合、実況アナウンサーや解説者が登場する。また、日曜日に渕上が中継を担当する場合は別のアナウンサーが担当する。

#### 過去の出演者
- 若林聖子（2006年 - 2008年まで、札幌ドームでの試合終了後、札幌ドーム周辺からの中継担当、2007年まではドーム北3ゲート付近からの中継）
- 山崎英樹（HBCアナウンサー、札幌ドームでの試合終了後、札幌ドーム周辺からの中継担当、2009年4月から同年9月まで）
- 渡辺陽子（HBCアナウンサー、HBC本社 ラジオ第3スタジオAから　土日）

### 番組内容、及び特徴

#### ナイター直前! ファイターズDEナイト!
- 2008年シーズンより開始。前日の試合ダイジェスト、きょうの先発メンバーと、実況席を結んでの直前情報を伝える。前日が札幌ドームでの試合だった場合は、試合終了後にドーム周辺で収録した観客へのインタビューも放送する。
- 2014年シーズンから2020年シーズンまでは、「ポッカサッポロ飲んでるカ～ン!ナイター直前!ファイターズDEナイト!!」として放送。ファイターズの試合があるときは「MVP予想クイズ」、ないとき（放送開始時点で試合中止が判明している場合も含む）は「DEナイトクイズ」を出題していた。
  - MVP予想クイズは勝敗に関係なく最も活躍したと思われるファイターズ選手をMVPとして選び、それを予想してFAX・Eメールで送るもの。MVPはHBC自社制作、またはJRN局制作協力のファイターズ応援実況の場合は解説者、ビジターネット受けの中立実況でHBCよりベンチリポーター派遣がある場合はそのリポーター、派遣されない場合は斉藤がそれぞれ選ぶ。
  - DEナイトクイズはファイターズにまつわるクイズを出題。
  - 正解はMVP予想クイズのうち応援実況の場合は試合終了直後（ファイターズ勝利の場合はヒーローインタビュー後）、中立実況（ファイターズ敗戦の場合は相手のヒーローインタビュー途中で飛び降りて発表）あるいはDEナイトクイズの場合は「ファイターズDEナイト!」番組内にて、当選者は次回放送内でそれぞれ発表される。
  - 雨天ノーゲームなどMVPが選出できなかった場合は「該当者なし」とし、この場合抽選は行わず応募はすべて無効となる。
  - MVP予想クイズは通常平日ナイトゲーム限定の企画であったが、聴取率調査週間などにおいては土日にも行われることもあった。
  - 2021年にも9月4日より聴取率調査週間の限定で復活。

#### ファイターズDEナイト!!
- 平日の試合終了後に放送。『何処の時間から番組を聴いても、その日の勝敗がすぐにわかるように』ということから、ファイターズが勝利した時はメイン応援歌「ファイターズ讃歌」[6]（2008年までは、球団公式応援歌の「Go!Go!ファイターズ」）のカラオケをかけながら（敗戦の時および試合が行われない日は普通のBGM）、その日の試合を中継の音声（録音）を使って振り返る。試合がない日も普通のBGMだが、最近になって試合がない日も「Go!Go!ファイターズ」をかけてほしいと言う要望が増え、普通のBGMがかかることは敗戦した日ぐらいとなってきている。2007年9月頃には、敗戦時はファンを元気づける意味も含めてエンディング付近で「ファイターズ魂」に切り替えるケースもあった（リスナーの発案による）。
- 1曲目は明日の予告先発投手か当日ヒーローインタビューを受けた選手の入場テーマを流す。
- その日の中継がHBC自社制作、またはJRN局制作協力のファイターズ応援実況の中継の場合、試合終了直後の実況席とスタジオを結び、その日の試合の感想や実況の裏話を放送する。
- 札幌ドームでのファイターズ主催試合の中継の場合、勝敗に関係なく札幌ドーム周辺（2007年まではドーム北3ゲート付近）から生中継でファイターズファンの生の声を伝える（平日で21:30までに番組がスタートした場合。生中継できなかった場合も、録音インタビューの模様を、翌日の「ナイター直前～」内で放送する）。
- やはりHBC自社制作中継の場合、5回裏終了後にスタジオと実況席を結んで、試合前半の総括や応援メールなどを伝える。
- 月曜日は、「スポニチ伊藤さん こんばんは」として、スポーツニッポンで日本ハム・中日などのチーム取材を担当してきた伊藤による、前日までの1週間を振り返り、翌日からのカードの対戦相手チームを分析するコーナーが入る。
- 放送時間に余裕がある場合は、プロ野球全試合の結果やスポーツニュースも伝える。21:25までに番組がスタートした場合は、21:30にニュース・道路情報・天気予報が入る（これが、HBCラジオの平日最終ニュース枠）。

#### Bravo!ファイターズR
- 2011年度から土曜・日曜のデーゲーム開催日に、「サタデー・サンデーファイターズ」を内包する形で開始。試合の前後に、その日のファイターズ戦試合球場をつないで試合前後の情報を伝えるほか、その他のプロ野球の結果・経過速報、スポーツニュースを軽音楽を交えて紹介する。
- 試合中の「サタデー・サンデーファイターズ」のコーナーが放送されている時間も、イニングの合間の応援ファクスや各種お知らせで当番組のパーソナリティである加藤(2011年度は渡辺)が出演するほか、スタジオと球場を中継で結ぶクロストークもある。

### 過去の番組内容、及び特徴

#### サタデー ファイターズDEナイト!!
- 14時開始のデーゲーム、もしくはナイター開催の場合は、試合開始前にも放送（第1部）がある。前日の試合ダイジェストや、きょうのスタメン情報、前日が札幌ドームでの試合だった場合は、試合終了後にドーム周辺で収録した観客へのインタビューも放送。
- 第1部のある週は、「スポニチ伊藤さん こんにちは」として、スポーツニッポンで日本ハム・中日などのチーム取材を担当してきた伊藤による、相手チーム分析のコーナーが入る。
- デーゲームの試合終了後は、第2部を19:00まで放送。平日同様、応援実況の場合は、実況席の解説者・実況アナとのクロストークが入るほか、残り時間次第となるが、今週の名シーンの実況音声やヒーローインタビューを再放送する事がある。ナイター実施の場合は第2部が21:30までのため、試合の進行状況によっては、時間超過により休止となる場合がある。休止の場合でも、斉藤が一度登場して、その旨をアナウンスする。
- デーゲーム試合終了後の第2部（もしくは、ナイター実施の場合の試合開始前の第1部＝17時台）では、リスナーからその日の夕食についてのメッセージが多数送られる（番組内で呼び掛けているわけではないが、当り前のように寄せられている）。
- デーゲームの終了時刻次第で、17:00にニュース・道路情報・天気予報（定刻開始できない場合でも、遅れ放送する場合あり）、17:45にJRN全国ネットニュースの「ウィークエンドネットワーク」（定刻開始できない場合は休止、CMのみ放送）が入る。

## ナイターオフ編成

### 放送時間
＜こずゑの速報!ファイターズDEナイト!!＞
- 毎週月 - 金曜日 17:47 - 17:56

＜ファイターズDEナイト!!＞
- 毎週月 - 金曜日 21:00 - 22:00（月曜日の放送は2011年から）

### 出演者
- 斉藤こずゑ
- 実況アナウンサー陣が日替わりで登場。2011年までは直前番組「HBCミュージックナイター「フルカウント!」」のパーソナリティーも兼任していた。また2011年のみ月曜日に関しては斉藤一人での放送だった。2016年度はその日の「フルカウント!」の担当アナウンサーが兼任する場合と別のアナウンサーが担当する場合の両方がある。
  - 川畑恒一（2007年・2008年は火曜日・水曜日、2009年は木曜日、2011年は水曜日担当）
  - 卓田和広（2007年・2008・2011年は木曜日、2010年は火曜日担当）
  - 山内要一（ハッピーウィーク中に行うスペシャルにも出演）
  - 渕上紘行（2009年は水曜日、2010年は木曜日、2011年は金曜日担当）
  - 矢萩尚太郎

※担当曜日のアナウンサーが事情により出演できないときは他の曜日のアナウンサーが代打で登場することがある。

### 過去の出演者
- 水野善公（2009年・2010年は金曜日、2011年は火曜日担当。2016年度は平日朝の『気分上昇ワイドナルミッツ!!!』を担当している関係上担当しない）

### 番組内容、及び特徴
- ファイターズを中心とした、プロ野球のオフシーズン情報と、ファイターズ選手の登場曲を中心としたリクエストに応えている。契約更改の記者会見やイベントに登場した日本ハム選手の取材音声なども紹介する。実況アナウンサー陣は番組途中（21:15頃）からの登場。ファイターズの選手をゲストに迎える場合もある。
- 21:30のニュース・道路情報・天気予報の後に、ファイターズファンのリスナーと電話をつないで話を聞く（選手などがゲストで登場した場合は無い場合もある）。ちなみに電話出演のリスナーには、前日までに番組ディレクターから電話が行く。
- 毎年2月のファイターズ沖縄名護キャンプは、HBCスポーツ部の取材ディレクターや実況担当アナウンサーからの電話レポートが毎日入るほか、斉藤自身もHBCラジオ主催のリスナーとのキャンプ見学ツアー同行のために沖縄へ赴いて、現地から生中継している。2009年2月12日・2010年2月4日・18日、2011年2月3日、2015年2月12日[7]はRBCiラジオのスカイスタジオから、2009年2月13日、2010年2月5日・19日、2011年2月4日は名護のホテルから電話で生中継を行った。
- 2月のキャンプツアー期間中及び、オフシーズン中のうち1週間ほど斉藤が休みを取り不在となる期間は、HBCの実況アナウンサーが代役を務める。以前は管野暢昭が代役を務めていた。[8]。管野は「男だらけのファイターズDEナイト!」もしくは「男祭り」と表現している。
- 2008年11月18日には、移転新築された広島市民球場のPRとして、広島東洋カープ選手の嶋重宣(当時。現・埼玉西武所属)がゲスト出演（日本ハム以外の球団からのゲストは初めて）。また、12月18日には、元・日本ハムで、現在は埼玉西武ライオンズ一軍守備走塁コーチの奈良原浩がスタジオ生出演した。
- 2007年シーズンオフは、金曜日担当の山内要一アナウンサー登場時にリスナーからのクイズが山内に出題され、制限時間1分の間に答える（たまに制限時間が30秒間の時もある）という番組非公式（?）のコーナーもあった。しかし山内を不正解に出来たからといって番組から出題者へのプレゼントがあるわけではない。
- 2009年4月2日の放送で、翌日の札幌ドーム開幕戦のゲスト解説に出演する、ミスターファイターズ・田中幸雄を番組に生電話出演させリスナーを喜ばせた。
- 年を追うごとにファイターズとは全く関係のないリスナーの日常を語るメールの紹介件数や話題が占める割合が多くなっている。
- 「こずゑの速報!ファイターズDEナイト!!」は速報の名の通り、ファイターズの情報を短く伝え、21時からの本編への導入となる。